# Ignaz Cornelius
Arnold Leonhard Ignaz Cornelius (* 8. Februar 1764 in Düsseldorf; † um 1806) war ein deutscher Kupferstecher, Maler, Schauspieler und Dramatiker.

## Leben
Ignaz Cornelius war Sohn des Düsseldorfer Wein- und Samenhändlers sowie Weinwirts Peter Christian Cornelius (1721–1781) und dessen Ehefrau Anna Gertrud, geborene Bonrath (1725–1778). Sein Bruder war der Historienmaler und Zeichner Aloys Cornelius, welcher ihn als Inspektor der akademischen Sammlung der Kunstakademie Düsseldorf und Lehrer der dortigen Elementarklasse unterrichtet haben dürfte, ebenso wie seine Söhne Lambert und Peter Cornelius, Ignaz’ Neffen. Er ließ sich als Maler und Kupferstecher in der Flinger Straße in Düsseldorf nieder. Der Schweizer Kupferstecher Wilhelm Suter wurde sein Schüler. 
Bei einem Wettbewerb verlieh ihm die Düsseldorfer Akademie am 12. Januar 1786 einen ersten Preis, 1790 einen zweiten Preis. 1791 beabsichtigte er, zusammen mit dem Kupferstecher Johann Gerhard Huck eine vollständige Bildnissammlung aller Herzöge von Jülich und Berg zu erstellen.
Neben seiner Tätigkeit als Maler und Kupferstecher engagierte er sich in der Schauspielkunst. Offenbar wurde er Schauspieler der an Theatern des Niederrheins und Westfalens gastierenden Dietrichschen Gesellschaft. Ab Mitte der 1780er Jahre ist Cornelius auch als Autor der in Köln veröffentlichten Trauerspiele Robert und Florinda (1785) und Minna (1790) greifbar.
Cornelius war Vater der Schauspieler Josef Gerhard Cornelius und Karl Cornelius (* 15. Juni 1793 in Düsseldorf; † 11. Oktober 1843 in Wiesbaden), somit Großvater des Historikers Carl Adolph Cornelius, des Komponisten Peter Cornelius und der Schriftstellerin Auguste Cornelius sowie Urgroßvater des Philosophen Hans Cornelius und des Kunsthistorikers Carl Maria Cornelius, ferner Ururgroßvater des Geologen Hans Peter Cornelius und des Historikers Friedrich Cornelius.